# Plagimasicera petiolata
Plagimasicera petiolata är en tvåvingeart som beskrevs av Townsend 1915. Plagimasicera petiolata ingår i släktet Plagimasicera och familjen parasitflugor.
Artens utbredningsområde är Peru. Inga underarter finns listade i Catalogue of Life.